# Severnav
Severnav Turnu Severin (fostul șantier naval Drobeta-Turnu Severin) este o companie specializată în fabricarea și repararea de nave și corpuri plutitoare din România înființat în anul 1852 de către compania austriacă de transport naval D.D.S.G. și a funcționat la început doar ca șantier de reparații navale.
După 1893, propritatea șantierului a fost preluată de către statul român și a operat sub numele de Șantierul Naval SEVERNAV. 
În 1958, a fuzionat cu Șantierul Naval Dinamica, o antrepriză privată, naționalizată în anul 1948.
Acționarii principali ai societății sunt Fondul Proprietatea, cu 39,11%, International Railway Systems, cu 29,05%, și Investment Group SRL, cu 21,33% din totalul acțiunilor.
Titlurile companiei se tranzacționează la prima categorie a pieței Rasdaq, secțiunea XMBS, sub simbolul SEVE.
Șantierul este specializat pe construcția de cargouri, tancuri petroliere maritime, șlepuri, șalande, docuri plutitoare etc.
Număr de angajați:
- 2017: 496
- 2016: 440
- 2015: 382
- 2011: 700[2]
- 2010: 800[3]
- 2009: 1.800[4]

Cifra de afaceri:
- 2017: 65 milioane lei (14,13 milioane euro)
- 2016: 57 milioane lei (12,67 milioane euro)
- 2015: 45,96 milioane lei (10,33 milioane euro)
- 2010: 40 milioane euro[2]
- 2009: 46 milioane euro[2]
- 2007: 175,1 milioane lei (48,5 milioane euro)[1]
- 2006: 104,7 milioane lei[1]

Venit net:
- 2017: 6,76 milioane lei (1,46 milioane euro)
- 2016: 0,8 milioane lei (0,178 milioane euro)
- 2015: 1,2 milioane lei (0,276 milioane euro)
- 2007: -9,31 milioane lei (2,58 milioane euro) - pierdere[1]
- 2006: 12,3 milioane lei[1]